# Trachelas minor
Trachelas minor és una espècie d'aranyes araneomorfes de la família dels traquèlids (Trachelidae). Fou descrita per primera vegada per O. Pickard-Cambridge el 1872. Es troba a Europa del Sud, a l'Orient Mitjà, a Àsia central, a Àfrica del Nord i a Àfrica Occidental.
Els mascles mesuren de 1,80 a 2,10 mm i les femelles de 1,78 a 2,60 mm.